# Sant Pere de Ribes
Sant Pere de Ribes is een gemeente in de Spaanse provincie Barcelona in de regio Catalonië met een oppervlakte van 41 km². Sant Pere de Ribes telt 29.842 inwoners (1 januari 2016).

## Demografische ontwikkeling
Bron: INE; 1857-2011: volkstellingen
Opm.: In 1857 werd de gemeente Roqueta aangehecht

## Geboren
- Aitana Bonmatí (1998), voetbalster